# Paranais orientalis
Paranais orientalis är en ringmaskart som beskrevs av Sokolskaja 1964. Paranais orientalis ingår i släktet Paranais och familjen glattmaskar. Inga underarter finns listade i Catalogue of Life.